# بلویل (ایلینوی)
بلویل، ایلینوی (به انگلیسی: Belleville, Illinois) یک شهر در ایالات متحده آمریکا با جمعیت ۴۳٬۷۶۵ نفر است که در ایلی‌نوی واقع شده‌است.

## موقعیت جغرافیایی
موقعیت جغرافیایی شهرها و مناطق اطراف به شرح زیر است: